# Réka Pupp
Réka Pupp (ur. 4 lipca 1996) – węgierska judoczka. Dwukrotna olimpijka. Zajęła piąte miejsce w Tokio 2020 i Paryżu 2024. Walczyła w wadze półlekkiej.
Piąta na mistrzostwach świata w 2024; uczestniczka zawodów w 2017, 2018, 2019, 2021, 2022 i 2023. Startowała w Pucharze Świata w latach 2014-2017 i 2019. Brązowa medalistka mistrzostw Europy w 2021 i 2024; piąta w 2016 i 2018 roku.

## Letnie Igrzyska Olimpijskie 2020
| Konkurencja | Eliminacje                | Eliminacje               | Eliminacje              | Repasaże            | Finały                   | Klas. końcowa |
| Konkurencja | Przeciwnik I              | Przeciwnik II            | 1/4                     | Przeciwnik I        | o 3 miejsce              | Miejsce       |
| ----------- | ------------------------- | ------------------------ | ----------------------- | ------------------- | ------------------------ | ------------- |
| 52 kg       | Majlinda Kelmendi (KOS) Z | Angelica Delgado (USA) P | Fabienne Kocher (SUI) Z | Park Da-sol (KOR) Z | Odette Giuffrida (ITA) P | 5.            |